# 브륀힐드의 저승 가는 길
〈브륀힐드의 저승 가는 길〉(고대 노르드어: Helreið Brynhildar 헬레이드 브륀힐다르)은 《고 에다》의 일부인 서사시이다.
〈시구르드의 짧은 서사시〉에서 죽은 시구르드와 브륀힐드를 사람들이 화장한다. 시구르드의 주검이 먼저 불살라지고, 그 다음으로 브륀힐드의 주검에 불이 붙는다.
브륀힐드는 마차를 타고 헬헤임으로 향한다. 그 도중에 마차가 한 여성 거인이 사는 집 앞을 지나게 된다. 거인은 브륀힐드가 영웅들을 죽게 만들고 다른 여자의 남편을 취하려 했으며, 브륀힐드 때문에 니플룽 일족(규키 왕과 그 일가)이 멸망할 것이라고 비난한다. 브륀힐드는 규키의 아들들이 얼마나 자신을 불행하게 만들었는지 진실을 알려주겠다고 말한다.
예전에 브륀힐드는 흘륌달리르(Hlymdalir) 저택에 사는 발키리들 중 한 명이었으며 투구를 쓴 힐드(Hildr the helmed)라고 불리었다. 그런데 어느 왕(아그나르로 추측됨)이 브륀힐드와 그녀의 일곱 자매의 날개옷을 참나무 아래에서 주워서 취함으로써 브륀힐드 자매는 천상으로 돌아갈 수 없게 되었다. 브륀힐드는 그 왕과 결혼하게 되었는데 그때 불과 12살이었다.
그 뒤 브륀힐드는 오딘의 뜻에 반하여 고트족의 왕 햘므군나르(Hjalmgunnar)를 늙어 죽게 만들고 아그나르에게 승리를 준다. 노한 오딘은 그녀를 스카타룬드(Skatalund; 다른 문헌에선 힌다르퍌이라고도 함)에 가두고 붉은 방패들과 흰 방패들로 그녀를 덮었다. 그리고 두려움을 모르는 사내가 그녀를 자유케 해줄 때까지 잠들게 하는 저주를 내렸다. 그녀를 구하기 더 어렵게 만들기 위해 오딘은 브륀힐드가 갇힌 저택 주위에 불의 고리를 만들었다.
오랜 시간이 지나고, 그라니에 탄 시구르드가 파프니르의 황금과 함께 찾아왔다. 시구르드는 브륀힐드를 깨운 뒤 그녀와 9일 밤을 한 침대에서 잤지만 서로를 건드리지 않았다. 그러나 구드룬은 브륀힐드가 시구르드의 품에서 잤다고 비난하고, 자신들(니플룽 일족)이 흉계로 브륀힐드와 시구르드 사이를 갈라놓고 대신 군나르와 결혼하게 만들었다고 폭로한다.
브륀힐드는 이 세상의 모든 남녀가 고통받을 것이나, 자신과 시구르드는 이제 결코 떨어지지 않을 것이라고 말하며 서사시를 끝마친다.